# Helen Jacobsová
Helen Hullová Jacobsová, přezdívaná „druhá Helena“ (6. srpna 1908, Globe, Arizona – 2. června 1997, East Hampton, New York) byla americká tenistka, světová tenisová jednička a vítězka deseti grandslamových turnajů.

## Osobní a sportovní kariéra
Vynikala silným servisem, smečí a bekhendem, nikdy jí ovšem nešel přímý forhend, i přes rady Billa Tildena, který jí také trénoval. Přezdívku „druhá Helena“ získala díky tomu, že byla celou svou kariéru ve stínu své soupeřky Heleny Willsové-Moodyové, se kterou prohrála čtyřikrát ve finále Wimbledonu. Jediné vítězství nad touto hráčkou se uskutečnilo ve finále US Open 1933, kdy Moodyová odstoupila ze zápasu pro zranění zad za stavu 3-0 ve třetím setu. Ve stejném roce prolomila jako první žena tradici ve Wimbledonu, když si oblékala do krátkých kalhot, které nosili muži. Sama Jacobsová se stala vítězkou pěti singlových titulů Grand Slamu a jedenáctkrát byla ve finále.
Během aktivní kariéry začala psát knihy s tenisovou tematikou. První se jmenovala Modern Tennis (1933), další pak Improve Your Tennis (1936). Také byla autorkou románového příběhu Storm Against the Wind (1944) a autobiografie Beyond the Game appeared (1936).
V roce 1933 se stala Nejlepší sportovkyní roku USA. Do Mezinárodní tenisové síně slávy vstoupila v roce 1960.
Za druhé světové války sloužila v hodnosti velitelky (commander) u Námořnictva USA a byla jednou z pěti žen, které dosáhly tak vysoké hodnosti v této složce Ozbrojených sil USA.
Její orientace byla lesbická, dlouhodobou družkou byla Virginia Gurnee. Zemřela na srdeční selhání v East Hamptonu (New York) 2. června 1997.

## Výsledky na Grand Slamu
- French Open
  - Dvouhra, finalistka: 1930, 1934
  - Ženská čtyřhra, finalistka: 1934

- Wimbledon
  - Dvouhra, vítězka: 1936
  - Dvouhra, finalistka: 1929, 1932, 1934, 1935, 1938
  - Ženská čtyřhra, finalistka: 1932, 1936, 1939

- US Open
  - Dvouhra, vítězka: 1932, 1933, 1934, 1935
  - Dvouhra, finalistka: 1928, 1936, 1939, 1940
  - Ženská čtyřhra, vítězka: 1932, 1933, 1934, 1935
  - Ženská čtyřhra, finalistka: 1931, 1936
  - Mix, vítězka: 1934
  - Mix, finalistka: 1932

## Finálová utkání Grand Slamu - dvouhra

### Vítězství (5)
| Rok  | Turnaj      | Finalistka                | Výsledek            |
| 1932 | US Open     | Carolin Babcock           | 6–2, 6–2            |
| 1933 | US Open (2) | Helen Wills Moody         | 8–6, 3–6, 3–0 skreč |
| 1934 | US Open (3) | Sarah Palfrey Cooke       | 6–1, 6–4            |
| 1935 | US Open (4) | Sarah Palfrey Cooke       | 6–2, 6–4            |
| 1936 | Wimbledon   | Hilde Krahwinkel Sperling | 6–2, 4–6, 7–5       |

### Finalistka (11)
| Rok  | Turnaj      | Vítězka                 | Výsledek       |
| 1928 | US Open     | Helen Wills Moody       | 6–2, 6–1       |
| 1929 | Wimbledon   | Helen Wills Moody       | 6–1, 6–2       |
| 1930 | French Open | Helen Wills Moody       | 6–2, 6–1       |
| 1932 | Wimbledon   | Helen Wills Moody       | 6–3, 6–1       |
| 1934 | French Open | Margaret Scriven-Vivian | 7–5, 4–6, 6–1  |
| 1934 | Wimbledon   | Dorothy Round Little    | 6–2, 5–7, 6–3  |
| 1935 | Wimbledon   | Helen Wills Moody       | 6–3, 3–6, 7–5  |
| 1936 | US Open     | Alice Marble            | 4–6, 6–3, 6–2  |
| 1938 | Wimbledon   | Helen Wills Moody       | 6–4, 6–0       |
| 1939 | US Open     | Alice Marble            | 6–0, 8–10, 6–4 |
| 1940 | US Open     | Alice Marble            | 6–2, 6–3       |

## Výsledky Grand Slamu - dvouhra
| Tournament      | 1925  | 1926  | 1927  | 1928  | 1929  | 1930  | 1931  | 1932  | 1933  | 1934  | 1935  | 1936  | 1937  | 1938  | 1939  | 1940  | 1941  | Celkově SR |
| --------------- | ----- | ----- | ----- | ----- | ----- | ----- | ----- | ----- | ----- | ----- | ----- | ----- | ----- | ----- | ----- | ----- | ----- | ---------- |
| Australian Open | A     | A     | A     | A     | A     | A     | A     | A     | A     | A     | A     | A     | A     | A     | A     | A     | NH    | 0 / 0      |
| French Open     | A     | A     | A     | A     | A     | F     | ČF    | ČF    | SF    | F     | SF    | A     | ČF    | A     | A     | NH    | R     | 0 / 7      |
| Wimbledon       | A     | A     | A     | 3k    | F     | ČF    | SF    | F     | SF    | F     | F     | Vítěz | ČF    | F     | ČF    | NH    | NH    | 1 / 12     |
| US Open         | 2k    | A     | SF    | F     | SF    | A     | ČF    | Vítěz | Vítěz | Vítěz | Vítěz | F     | SF    | 3k    | F     | F     | SF    | 4 / 15     |
| SR              | 0 / 1 | 0 / 0 | 0 / 1 | 0 / 2 | 0 / 2 | 0 / 2 | 0 / 3 | 1 / 3 | 1 / 3 | 1 / 3 | 1 / 3 | 1 / 2 | 0 / 3 | 0 / 2 | 0 / 2 | 0 / 1 | 0 / 1 | 5 / 34     |

NH = turnaj se nekonal.
R = turnaj otevřen jen pro hráče francouzské národnosti, hrán pod německou okupací.
A = nezúčastnila se turnaje.
SR = poměr vyhraných grandslamů ke všem, kterých se zúčastnila.